# Semjong
Semjong (nepalski: सेम्जोङ) – gaun wikas samiti w środkowej części Nepalu w strefie Bagmati w dystrykcie Dhading. Według nepalskiego spisu powszechnego z 2001 roku liczył on 834 gospodarstw domowych i 4068 mieszkańców (2185 kobiet i 1883 mężczyzn).